# زمین‌لرزه ۲۰۲۲ جاوه غربی
زلزلهٔ ۲۰۲۲ جاوهٔ غربی (به انگلیسی: 2022 West Java earthquake) زمین‌لرزه‌ای با قدرت ۵٫۶ Mww است که در ۲۱ نوامبر ۲۰۲۲، در ساعت ۱۳:۲۱ به وقت محلی، در نزدیکی سیانجور در جاوه غربی، اندونزی رخ داد. در این زلزله دست کم ٣٢٩ نفر جان باختند، ۲۰۴۳ نفر مجروح شدند و ١١ نفر مفقود هستند. بیش از ۲۲٬۱۹۸ خانه در سیانجور آسیب دیده‌است. در جاکارتا این زمین لرزه به شدت احساس شد.

## زمینهٔ تکتونیکی
جاوا در نزدیکی یک مرز همگرای فعال قرار دارد که صفحه سوندا را از شمال و صفحه استرالیا را از جنوب جدا می‌کند. در مرز، که توسط گودال سوندا مشخص شده‌است، صفحه استرالیایی که به سمت شمال حرکت می‌کند، زیر صفحه سوندا فرومی‌رود. منطقه فرورانش قادر به ایجاد زمین لرزه‌هایی به بزرگی ۸٫۷ Mww است، در حالی که صفحه استرالیا همچنین ممکن است میزبان زمین لرزه‌های عمیق‌تری در لیتوسفر رو به پایین (زلزله‌های درون تخته‌ای) در زیر سواحل جاوه باشد. منطقه فرورانش دو زمین لرزه و سونامی مخرب در سال‌های ۲۰۰۶ و ۱۹۹۴ ایجاد کرد. یک زلزله درون دال در سال ۲۰۰۹ نیز باعث تخریب شدید شد.
بر اساس گزارش آژانس هواشناسی، اقلیم‌شناسی و ژئوفیزیک (BMKG)، این زمین لرزه در عمق ۱۱ کیلومتری (۶٫۸ مایلی) رخ داد و آن را به‌عنوان یک زمین لرزه کم عمق طبقه‌بندی کرد.
در مقایسه با همگرایی بسیار مورب در سراسر مرز صفحه در سوماترا، نزدیک جاوا، نزدیک به متعامد است. با این حال، هنوز یک جزء کوچک از امتداد لغز سمت چپ وجود دارد که در صفحه سوندا قرار دارد. گسل سیماندیری یکی از سازه‌هایی است که تصور می‌شود مسئول آن باشد.